# Аргентинський католицький університет
Аргентинський католицький університет (повна назва ісп. Pontificia Universidad Católica Argentina «Santa María de los Buenos Aires») — один з приватних аргентинських університетів з кампусами у містах Буенос-Айрес, Санта-Фе, Росаріо, Парана, Мендоса та Пергаміно. Головний кампус розташований у районі Пуерто-Мадеро аргентинської столиці.
Відповідно до досліджень міністерства освіти Іспанії є одним з найкращих приватних університетів Латинської Америки. Окрім того, він є другим вишем за рейтингом аргентинських працедавців і шостим в усій Латинській Америці.
Його попередник, Католицький університет Буенос-Айреса (1910—1922) був заснований аргентинським єпископатом у 1910 році, але був закритий вже у 1922 році.
У 1955 було прийнято закон, який дозволив приватним навчальним закладам надавати академічну кваліфікацію. У 1956 році єпископи започаткували Аргентинський католицький університет, цей задум було втілено у життя 7 березня 1958 року, ця дата і вважається формальною датою заснування університету.

## Факультети /Інститути

### В Буенос-Айресі

#### Факультети
- Музичного мистецтва і музичних наук
- Сільськогосподарських наук
- Фізико-математичний
- Медичних наук
- Економіки
- Соціальних наук, політології та комунікацій
- Правовий факультет
- Факультет канонічного права
- Мистецтв
- Психології та педагогіки
- Теології

#### Інститути
- Біоетики
- Політики та міжнародних відносин
- Соціальних зв'язків, журналістики й реклами
- Культури та розширення університету
- Духовної та пастирської роботи
- Шлюбу та сім'ї
- Інтеграції знань

### В Парані
- Факультет «Терези Авільської»

### У Росаріо
- Факультет права та соціальних наук
- Факультет економіки
- Школа хімії та техніки «Фрея Бекона»
- Регіональний центр Пергаміно

### У Мендосі
- Гуманітарний факультет
- Економічний факультет «Святого Франциска»

## Міжнародне співробітництво
У грудні 2000 року було засновано відділ міжнародних відносин, перейменований у 2006 році на відділ міжнародних відносин та академічної кооперації, з метою популяризації діяльності університету у світі. З цього часу аргентинський університет посилив свої зв'язки з найпрестижнішими вишами світу, серед яких:

### в Америці
- Канада: Королівський університет, Університет Макгіла, Монреальський університет
- США: Бостонський коледж, Американський університет, Університет Іллінойсу, Університет Вашингтона (Сієтл), Університет Аризони, Університет Північної Кароліни Чепел-Гілл, Технологічний інститут Джорджії, Університет Річмонда, Вашингтонський коледж
- Мексика: Університет Анауак, Університет де лас Америкас у місті Пуебла, Університет Монтеррея
- Панама: Католицький університет Санта-Марія-ла-Антигуа (USMA)
- Колумбія: Папський університет Хаверіана, Університет Росаріо
- Бразилія: Університет Сан-Паулу (USP), Університет Бразиліа
- Парагвай: Католицький університет «Nuestra Señora de la Asunción»
- Чилі: Папський університет Католіка-де-Чилі (PUC), Папський університет Католіка-де Вальпараїсо (PUCV)
- Уругвай: Уругвайський католицький університет, Університет де ла Републіка

### у Європі
- Іспанія: Папський університет Комілласа, Університет Карлоса III, Університет короля Хуана Карлоса, Політехнічний університет Валенсії, Університет Сантьяго-де-Компостела
- Франція: Інститут політичних наук, Університет Дофіна, Університет Париж-5 — Рене Декарта, Орлеанський університет, Гренобльський університет, Ліонський університет-3
- Велика Британія: Університет Лідса, Бірмінгемський університет, Лондонський університетський коледж
- Італія: Туринський університет, Католицький університет Сакро Куоре, Папський латеранський університет (PUL), Університет Фіренце, Пізанський університет
- Німеччина: Університет Тюбінгена, Університет Мангайма, Дармштадтський технологічний університет (TUD)
- Швейцарія: Женевський університет
- Нідерланди: Тільбурзький університет, Амстердамський університет
- Швеція: Ландський університет

### в Азії
- Китай: Пекінський університет
- Південна Корея: Університет Согана
- Сінгапур: Сінгапурський університет менеджменту (SMU)

### в Океанії
- Австралія: Університет Маквайра, Університет Монаша
- Нова Зеландія: Університет Отаго, Університет королеви Вікторії

## Відомі випускники
- Маурісіо Макрі — чинний президент Аргентини
- Рамон Пуерта — політик, президент Аргентини у 2001 році
- Максима — королева-консорт Нідерландів